# Manoa obscura
Manoa obscura är en tvåvingeart som beskrevs av Ernst Josef Fittkau 1963. Manoa obscura ingår i släktet Manoa och familjen fjädermyggor. Inga underarter finns listade i Catalogue of Life.